# Muzykoterapia

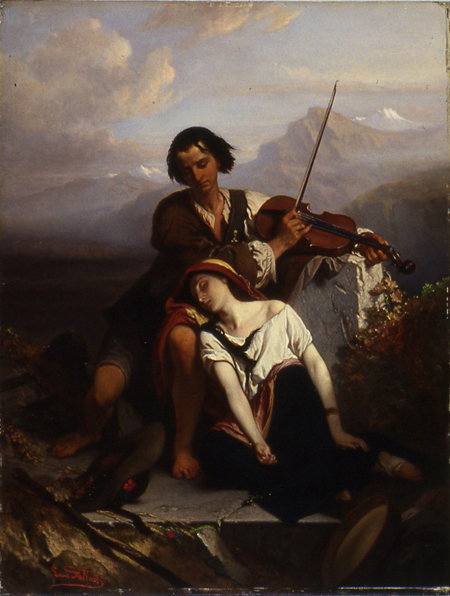
Louis Gallait, „Moc muzyki” (1860)

Muzykoterapia – dziedzina posługująca się muzyką lub jej elementami w celu przywracania zdrowia lub poprawy funkcjonowania osób z różnorodnymi problemami natury emocjonalnej, fizycznej lub umysłowej (np. zaburzenia depresyjne, zaburzenia nerwicowe, zaburzenie osobowości; zob. też psychopatologia, dobrostan subiektywny).
Tradycje stosowania muzyki w terapii sięgają już czasów plemiennych, kiedy szaman w czasie rytuałów leczniczych stosował śpiew, grę na instrumentach i taniec (zob. ekstaza w religiach naturalnych). Obecnie jest to dziedzina oparta na podstawach naukowych, w której muzykoterapeuta w procesie kształcenia musi przyswoić wiedzę z zakresu wielu dyscyplin naukowych (m.in. psychologia, medycyna, pedagogika, psychoterapia).

## Środki oddziaływania

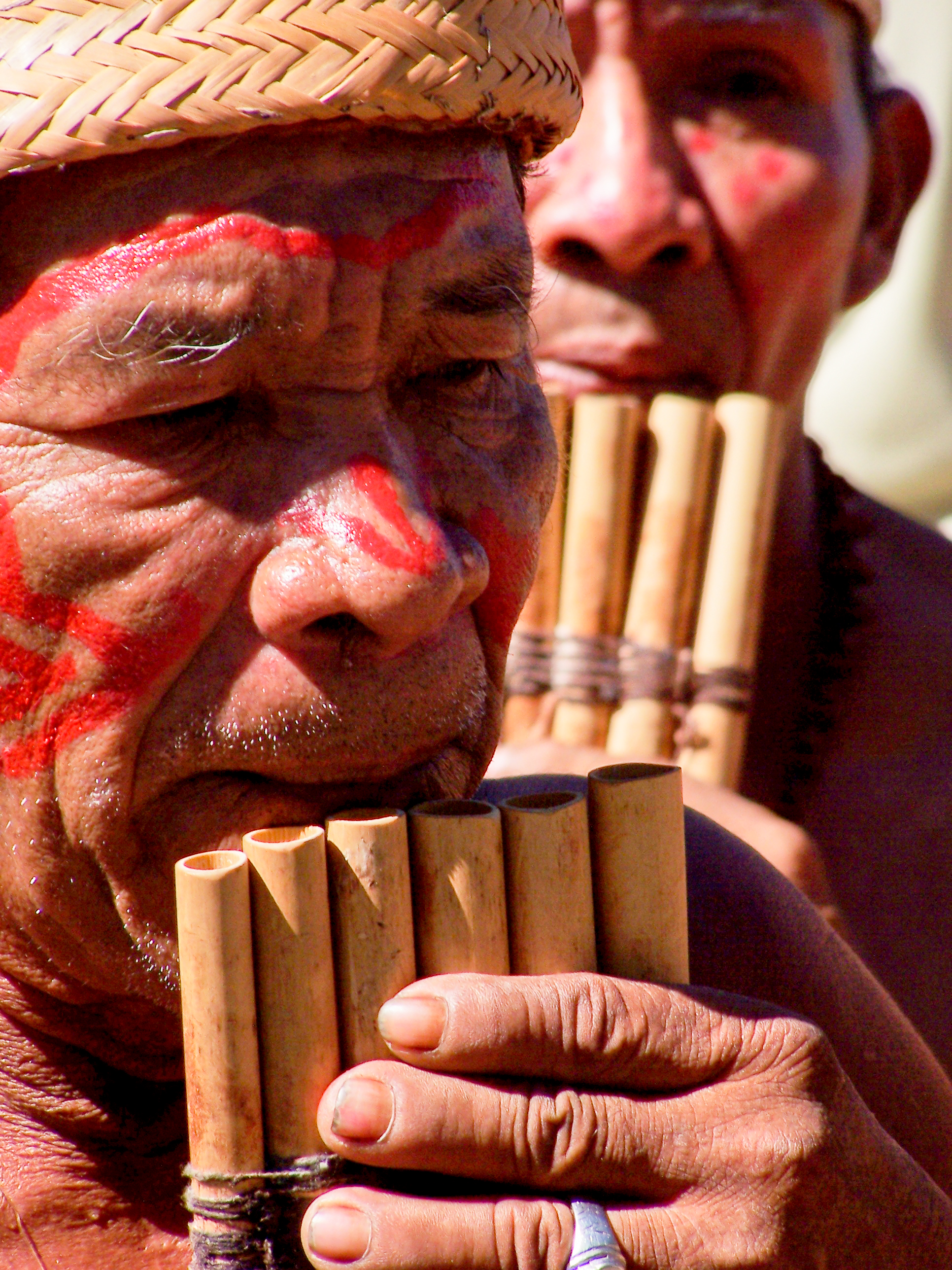
Szaman grający na siku

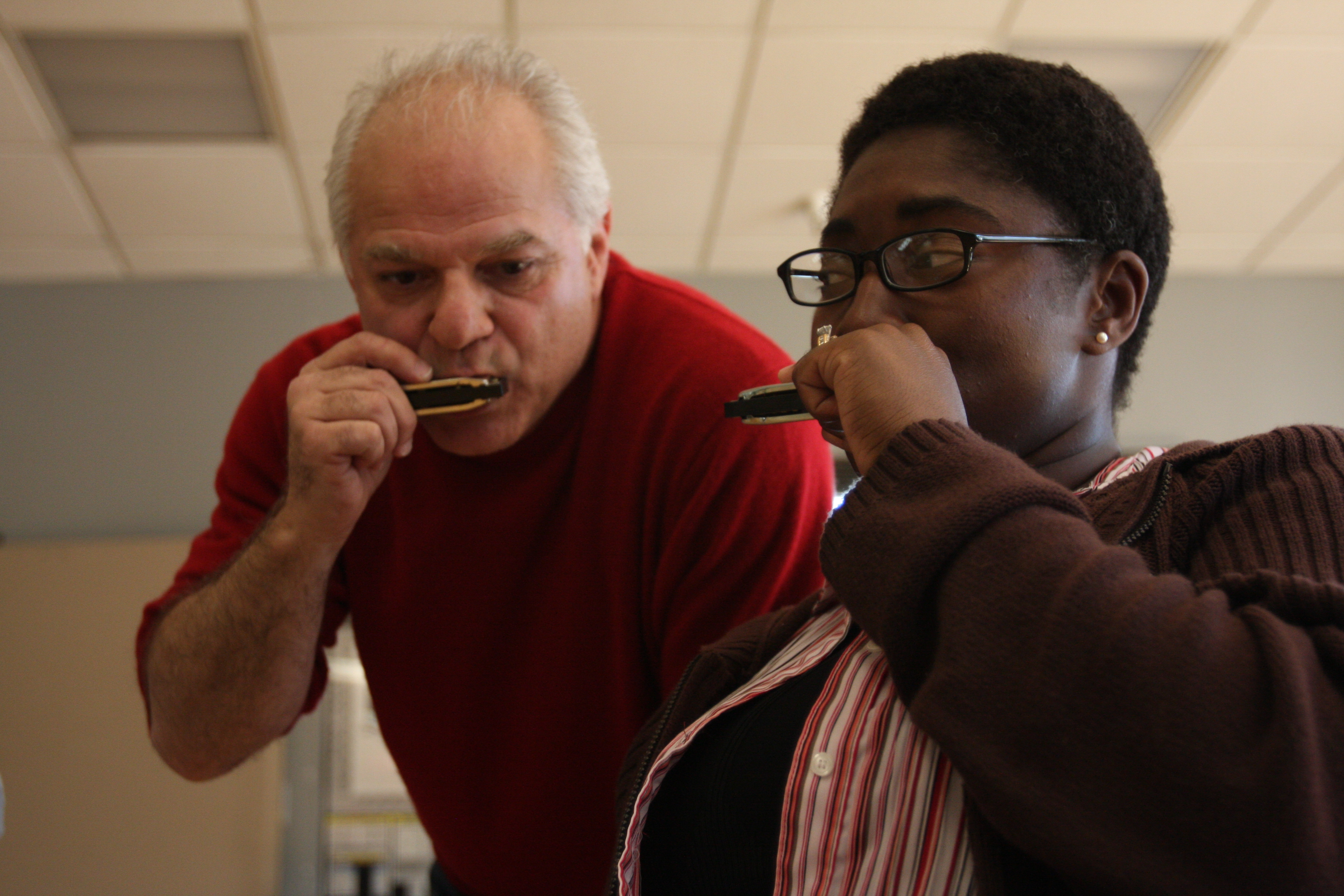
Sesja muzykoterapii w Naval Medical Center w San Diego (2010)

Podstawowym środkiem oddziaływania w muzykoterapii jest dźwięk – muzyka, która często jest wyzwalaczem i katalizatorem przeżyć i emocji. Ze względu na techniki stosowane obecnie w muzykoterapii zasadniczo wyróżnia się podział na:
- „muzykoterapię aktywną”, do której zalicza się oddziaływania angażujące „fizycznie” (jak śpiew, gra na instrumentach, ruch przy muzyce, improwizacja);
- „muzykoterapię receptywną”, której podstawą jest słuchanie muzyki, relaksacja i wizualizacja.

Równolegle istnieje rozróżnienie, bazujące na metodach i podejściach:
- „muzyka w terapii” – muzyka stosowana jako element każdej sesji – istotny, jednak nie zawsze podstawowy; często stanowi tło lub uzupełnienie stosowanych technik psychoterapeutycznych czy ćwiczeń rehabilitacyjnych;
- „muzyka jako terapia” – postępowania, w których – w czasie każdej sesji – muzyce jest wyznaczane priorytetowe miejsce; uznaje się, że już sam kontakt z muzyką, jej odtwarzanie lub tworzenie ma znaczący walor terapeutyczny.

Potocznie mianem muzykoterapii określa się niekiedy również terapię zajęciową, w której muzyka, śpiew, czy gra na instrumentach odgrywają podstawową rolę (przyjętym na świecie warunkiem nazywania takich zajęć „muzykoterapią” jest posiadanie przez osobę je prowadzącą odpowiednich kwalifikacji do wykonywania zawodu muzykoterapeuty).
W sesji muzykoterapii może uczestniczyć każda osoba, bez względu na poziom jej umiejętności muzycznych, stopień niepełnosprawności ruchowej lub intelektualnej (np. otępienie starcze) lub inny rodzaj zaburzeń. Przeciwwskazania odnoszą się jedynie do osób cierpiących na tzw. epilepsję muzykogenną oraz w przypadkach ostrych stanów psychotycznych.
Dla terapeuty oraz dla efektywności terapii liczy się przede wszystkim sam proces, zaangażowanie uczestników. Z tego też względu śpiewu czy improwizacji muzycznych, powstających w czasie sesji muzykoterapii, nigdy nie ocenia się w kategoriach artystycznych czy estetycznych.

## Modele muzykoterapii
Współcześnie na świecie istnieje kilka głównych modeli muzykoterapii, m.in.:
- muzykoterapia kreatywna (zwana również muzykoterapią Nordoff-Robbins[2])
- „Wizualizacja Kierowana z Muzyką” (ang. Guided Imagery and Music)[3]
- muzykoterapia improwizacyjna (np. w przypadkach autyzmu dziecięcego[4])
- muzykoterapia zorientowana analitycznie[5]
- muzykoterapia behawioralna

W Polsce najbardziej znane są metody:
- „Portret Muzyczny” (E. Galińskiej)[6]
- „Mobilna Rekreacja Muzyczna” (M. Kierył)[7]

## Elementy sesji muzykoterapii
Przebieg sesji muzykoterapii zależny jest przede wszystkim od osoby, z którą muzykoterapeuta pracuje, jej potrzeb, problemów i deficytów, celu oraz zastosowanego modelu muzykoterapii.
Elementy muzyki
- rytm (uporządkowanie materiału muzycznego w czasie)
- melodia (uszeregowanie wysokości dźwięku)
- barwa
- dynamika
- agogika (tempo)
- harmonia (współbrzmienie kilku dźwięków)

Badania roli poszczególnych elementów były prowadzone od dawna. H. Helmholtz i S. Gurney stwierdzili m.in. że:
- tonacja majorowa wywołuje reakcje szczęścia, radości, rześkości itp., minorowa – smutku, rozmarzenia (tonacja nie ma wpływu np. na podniecenie, godność, pogodność)
- dźwięki wysokie są odbierane jako radosne, a niskie – jako poważne, majestatyczne, godne
- tempa largo, adagio i podobne najczęściej sprzyjają spokojowi, godności, odprężeniu, a tempa szybkie (np. allegro, vivo vivace, presto) – rześkości i aktywności
- zależności nastroju od kierunku linii melodycznej precyzyjnie nie ustalono (obserwowane tendencje: linia zstępująca – pojawianie się odprężenia i pogody, linia wstępująca – nastrój godności i tajemniczości)
- harmonia dysonansowa – pobudza i aktywizuje, a konsonansowa – sprzyja pogodzie ducha, odczuciom szczęścia, wdzięku i liryczności
- rytmy mocne, o powtarzającej się strukturze – sprzyjają energiczności i powadze, a rytmy spokojne uważa się za marzycielskie, wdzięczne (miękkie, szczęśliwe); podniecenia, satysfakcji i pogody nie udało się powiązać z charakterystycznymi strukturami rytmicznymi

## Cele muzykoterapii
Muzyka wpływa na:
Muzyka wpływa na:
- samopoczucie człowieka
- napięcie mięśni
- układ krążenia, w chorobie wieńcowej serca muzykoterapia ma korzystny wpływ na ciśnienie tętnicze krwi, częstość akcji serca i oddechu, lęk (w szczególności w zawale mięśnia sercowego), jakość snu i dolegliwości bólowe[11].
- układ pokarmowy i oddechowy
- stopień odczuwania bólu (np. łagodzenie bólu w czasie zabiegów chirurgicznych, stomatologicznych, w położnictwie i ginekologii)
- łagodzenie objawów chorób psychosomatycznych, ułatwianie rehabilitacji narządów ruchu
- leczenie uzależnień, muzykoterapia jest obiecującą metodą dla polepszenia uczestnictwa w terapii grupowej pacjentów uzależnionych[12]
- w rehabilitacji po udarze mózgu, muzykoterapia jest skuteczna jako leczenie wspomagające, stosowane w celu przywrócenia funkcji społecznych i pełniejszego uczestniczenia w procesach rehabilitacji[13]
- w postępowaniu rehabilitacyjnym przy afazji przydatna jest metoda wykorzystująca wykonywanie przez chorego fraz muzycznych[14][15]
- muzykoterapia może być przydatna w postępowaniu rehabilitacyjnym przy otępieniu[16]
- w wyniku stosowania muzykoterapii stwierdzono polepszenie nastroju[17] oraz funkcji afektywnych i kognitywnych[18]
- muzykoterapię stosuje się z powodzeniem w zespole stresu pourazowego[19]

Celem terapii jest:
- uspokojenie, rozluźnienie
- poznanie (cel dydaktyczno-poznawczy)
- zaspokojenie potrzeby zabawy ,śpiewu i ruchu
- poznanie siebie nawzajem
- oddziaływanie kulturotwórcza
- rozładowanie napięcia emocjonalnego

## Funkcje muzykoterapii
- muzyka pozwala na docieranie do głęboko ukrytych konfliktów oraz wydobywa i aktywizuje emocje
- poprawa nastroju uczestnika oraz realizacja ćwiczeń zaburzonych sfer psychicznych
- dostarczenie pozytywnych przeżyć uczestnikowi
- pozwala na specyficzne doznania, mogące doprowadzić do głębszego zainteresowania muzyką
- wspólne przeżywanie pozytywnych emocji daje szansę na przełamanie barier nieśmiałości, rozładowanie napięcia
- stwarzanie okazji do zabawy

## Profesjonalizacja muzykoterapii w Polsce
W 2012 rozpoczęto certyfikację muzykoterapeutów, prowadzoną przez powołane w tym celu Polskie Stowarzyszenie Muzykoterapeutów (PSMT). Proces certyfikacji został opracowany i jest kierowany przez PSMT przy wsparciu Komisji Edukacji i Szkolenia Muzykoterapeutów Światowej Federacji Muzykoterapii (World Federation of Music Therapy, WFMT, Commission on Education and Training). Ma na celu wyłonienie i rekomendowanie instytucjom państwowym, prywatnym, placówkom terapeutycznym, leczniczym, edukacyjnym muzykoterapeutów dobrze wykonujących swoją pracę. W skład Komisji Certyfikacyjnej, działającej zgodnie z regulaminem opublikowanym na stronie internetowej stowarzyszenia, wchodzą uznani specjaliści z zakresu muzykoterapii z Polski i zagranicy.